# Tizi n'Tichka
Tizi n'Tichka (letteralmente: valico dei pascoli) è un passo montano del Marocco, che collega il sud-est di Marrakesh alla città di Ouarzazate attraverso la catena montuosa dell'Alto Atlante. Si trova tra la grande pianura di Marrakech e la porta del deserto del Sahara.  Da novembre a marzo sono possibili precipitazioni nevose ma può essere caldo tutto l'anno. Il passo si trova a 2 260 m s.l.m.
Tichka significa "difficile" e quindi significa letteralmente un percorso difficile, perché la strada ha tanti tornanti.